# Lindsay L. Cooper
Lindsay L. Cooper (* 18. Januar 1940 in Glasgow; † 19. Juni 2001 in Edinburgh) war ein britischer Bassist (auch Cello und Tuba), der zunächst in der Unterhaltungs- und Popmusik tätig war und sich dann dem Jazz und der Improvisationsmusik widmete.

## Leben und Wirken
Cooper, der in Schottland aufwuchs, zog 1965 nach London, um Berufsmusiker zu werden. Er heuerte bald als Schiffsmusiker an und war mit Unterbrechungen bis 1970 auf der Queen Mary und Passagierschiffen der P&O-Linie tätig. Dann arbeitete er mit den Strawbs, mit Ken Colyer und mit Mike Oldfield, an dessen Album Tubular Bells er 1973 beteiligt war. Fälschlicherweise wird Cooper auch oft mit Oldfields Nachfolgealbum Hergest Ridge (1974) in Verbindung gebracht, auf dem jedoch seine Namensvetterin Lindsay Cooper Oboe spielt. Daneben studierte er bei Peter Ind, um dann vor allem im Jazzbereich tätig zu werden. Er nahm mit Ken Hyder auf, mit John Stevens’ Amalgam und dem von diesem geleiteten Spontaneous Music Orchestra. Auch spielte er mit Alan Wakeman (The Octet Broadcasts 1969 and 1979), Stan Tracey, Keith Tippett, Derek Bailey, Kenny Wheeler, Eddie Lockjaw Davis, Bobby Bradford und Yusef Lateef, Ende der 1970er Jahre zog er nach Zürich, wo er mit Urs Blöchlinger und später dann im Trio Day & Taxi mit Christoph Gallio und Dieter Ulrich, aber auch mit Nat Su und Ulrich arbeitete. Weiterhin war er in Markus Hächlers Old Rivertown Jazzband engagiert, mit der er auch zwei Alben für Elite (auch als Tubist) einspielte. Anfang der 1990er Jahre kehrte er nach Schottland zurück, wo er einen Workshop für freie Improvisationsmusik in Edinburgh begründete. Daneben spielte er mit Bill Wells und mit The Pearlfishers.

## Diskographische Hinweise
- Spontaneous Music Orchestra, SME+=SMO (1975)
- Ken Hyder’s Talisker, Dreaming of Glenisla (1975)
- Notspielplatz Zürich (mit Peter Schärli, Peter Böhringer, Hugo Helfenstein, Kurt Grämiger, Urs Blöchlinger, Martin Schlumpf, Andreas Friedli, Beat Blaser, Mario Huter, Uli Scherer, Thomas Hirt, Dieter Ulrich; Ex libris, 1986)
- Day & Taxi, All (Percaso, 1991)
- Christoph Gallio, Cars & Variations / High Desert Songs (mit Irène Aebi, Chie Mukay, Alfred Zimmerlin, Matthew Ostrouwski, Stephan Wittwer, Fredi Lüscher, Dieter Ulrich, 1994)
- Bill Wells Octet, Bill Wells Octet meets Lol Coxhill (2002)